# شافاریک (دهانه)
شافاریک یک دهانه برخوردی در ماه‌ است.